# Petalocephala taikosana
Petalocephala taikosana är en insektsart som beskrevs av Kato 1931. Petalocephala taikosana ingår i släktet Petalocephala och familjen dvärgstritar. Inga underarter finns listade i Catalogue of Life.